# William Platt
William Platt (ur. 14 czerwca 1885 w Cheshire, zm. 28 września 1975 w Londynie) − oficer zawodowy Armii Brytyjskiej, a także australijskiej i nowozelandzkiej w czasie I i II wojny światowej.

## Biogram
Platt pobierał nauki w Marlborough College i w Royal Military College w Sandhurst.
W roku 1908 Platt został skierowany do Regimentu Northumberland Fusiliers. W latach 1908–1914 służył w Północno-Zachodniej Prowincji Granicznej w Indiach, gdzie został odznaczony Distinguished Service Order i został po raz pierwszy wymieniony w rozkazie. W roku 1914 Platt został awansowany na kapitana.
W czasie Wielkiej Wojny w latach 1914-1918 walczył we Francji i w Belgii. W okresie od 1915 do 1916 roku służył, w stopniu majora w 103 Brygadzie Piechoty, a od 1916 do 1917 pełnił obowiązki oficera sztabowego 21 Dywizji. W roku 1917 został oficerem sztabowym 2. stopnia II Australijsko-Nowozelandzkiego Korpusu Armii (jednostka ta została później przemianowana na XXII Korpus Brytyjski.
Po wojnie, 31 marca 1921 roku, ożenił się z Mollie Dendy Watney. Mieli jedną córkę i dwóch synów. W latach 1918–1930, Platt nadal służył jako oficer sztabowy różnych jednostek, aż wreszcie, w roku 1930 otrzymał awans na podpułkownika. Do roku 1939 dowodził 2 Batalionem Wiltshire Regiment. W 1933 roku otrzymał stopień pułkownika i do 1934 pełnił obowiązki oficera sztabowego 1. stopnia 3 Dywizji Piechoty w Bulford. W roku 1934 został brygadierem i przez kilka lat dowodził 7 Brygadą Piechoty. W latach 1937–1938 był królewskim aide-de-camp. W 1938 otrzymał awans na generała-majora.
Od 1938 do 1941 roku Plattowi podlegały Sudańskie Siły Obronne (SDF). Jako dowódca nosił arabski tytuł „al-qa'id al-'amm” (Lider Armii), co jego podwładni najczęściej skracali nazywając go „Kaid”. Dowodził wojskami, które dokonały inwazji terytorium Erytrei Włoskiej z Sudanu w ramach kampanii wschodnio-afrykańskiej. Jego najlepszymi jednostkami były 4 i 5 Hinduska Dywizja piechoty. Po zajęciu 18 stycznia 1941 roku opuszczonego węzła kolejowego w miejscowości Kassala w Sudanie Platt wkroczył do Erytrei i 28 stycznia zajął Agordat. Wkrótce jednak napotkał silny włoski opór pod Keren. W zaciętych walkach, jakie toczyły się od 3 marca do 1 kwietnia, Platt odegrał znaczną rolę i przyczynił się do ostatecznego zwycięstwa. Stolica Erytrei, Asmara, została zajęta 1 kwietnia przez 5 Dywizję, bowiem 4 Dywizja wciąż była zajęta oczyszczaniem Keren. Po bitwie tej Platt stracił 4 Dywizję, którą odesłano do Egiptu. 8 kwietnia skapitulowała załoga portowego miasta Massaua, a wojska pod dowództwem Platta ruszyły w kierunku pozycji włoskich pod Amba Alagi.
Platt, podążający z Sudanu na południe, spotkał pod Amba Alagi ciągnące z Kenii siły generała-porucznika Alana Cunninghama. Spore siły włoskie, którymi dowodził książę Amedeo d’Aosta, okopały się pod Amba Alagi na pozycji uważanej za niezdobytą. Atak brytyjski zaczął się 3 maja, a 18 maja książę Aosty poddał swe wojska i na tym kampania w Afryce Wschodniej została zakończona.
W roku 1941 otrzymał awans na generała-porucznika. Od 1941 do 1945 roku był naczelnym dowódcą sił brytyjskich w Afryce Wschodniej, która nie była już wprawdzie terenem regularnych walk, ale miała wielkie znaczenie jako źródło rekruta. Platt skompletował siedemnaście nowych tubylczych batalionów King's African Rifles.
W latach 1942–1954 Platt był honorowym pułkownikiem Wiltshire Regiment. W 1943 odebrał awans na stopień generała, a w kwietniu 1945 roku odszedł na emeryturę.